# Lista de navios descomissionados da Marinha do Brasil
Neste artigo estão relacionados os navios que serviram a Marinha do Brasil, desde 1822 com a criação  da Armada Imperial Brasileira.
As embarcações descomissionadas da Marinha do Brasil estão listadas pelo nome e em ordem alfabética.

Para os navios em serviço da Marinha do Brasil, consulte a lista das embarcações da Marinha do Brasil.
Para as embarcações de pequeno porte em serviço da Marinha do Brasil, consulte a lista de embarcações de pequeno porte da Marinha do Brasil.

## A
- Abaeté (1839), patacho
- Acará (1965), lancha (R-57)[2]
- Achada (1836), escuna[3]
- Acre (1904), canhoneira a vapor

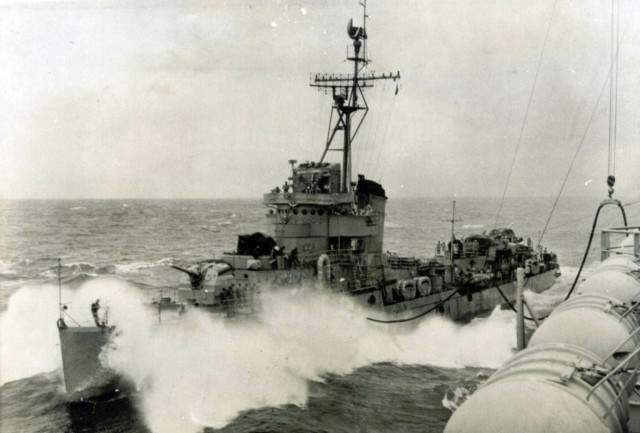
CT Acre (D-10).

Afonso Celso (canhoneira).

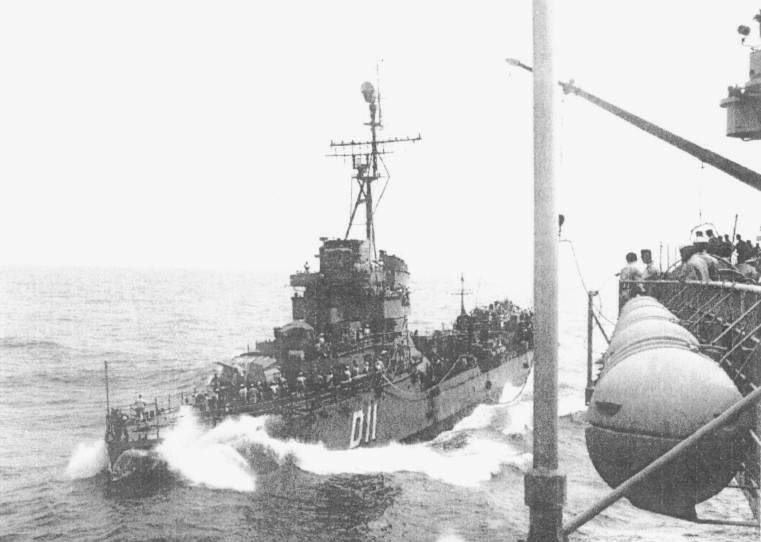
CT Ajuricaba (D-11).

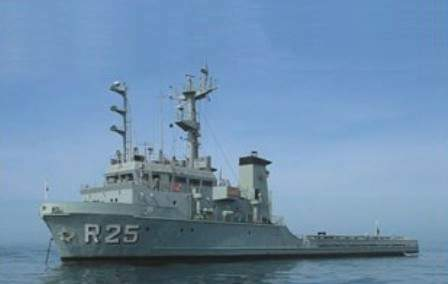
RbAM Almirante Guillobel (R-25).

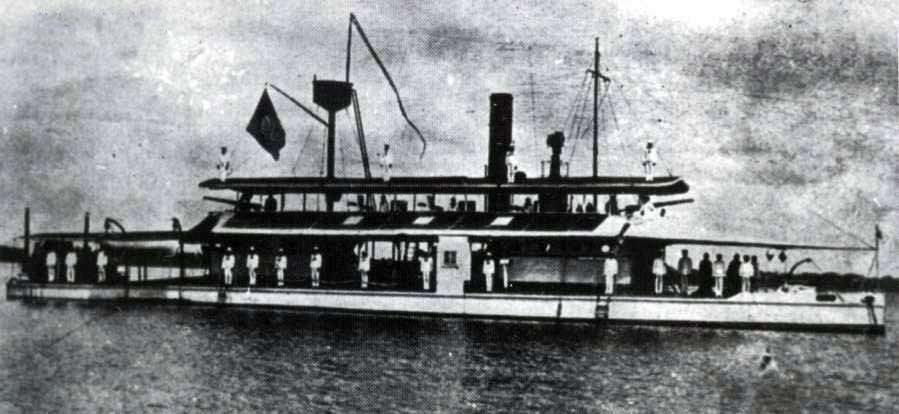
Canhoneira Fluvial Amapá.

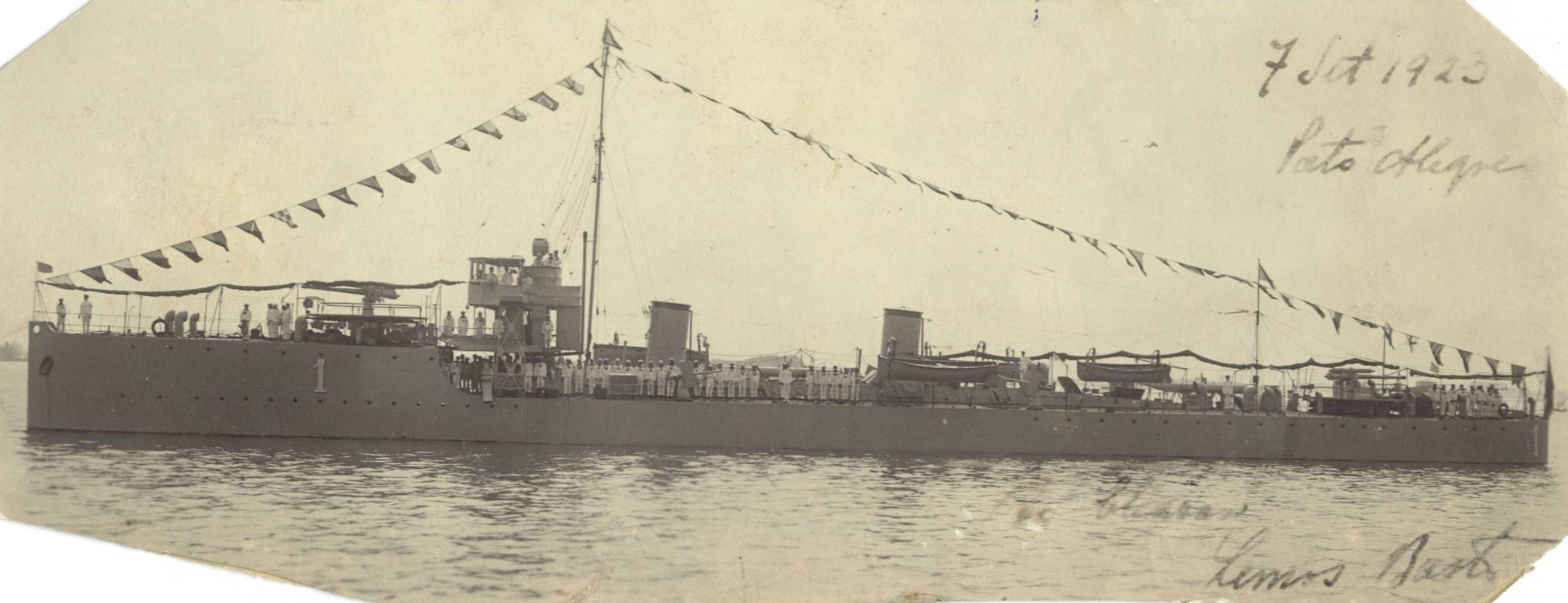
CT Amazonas (CT-1).

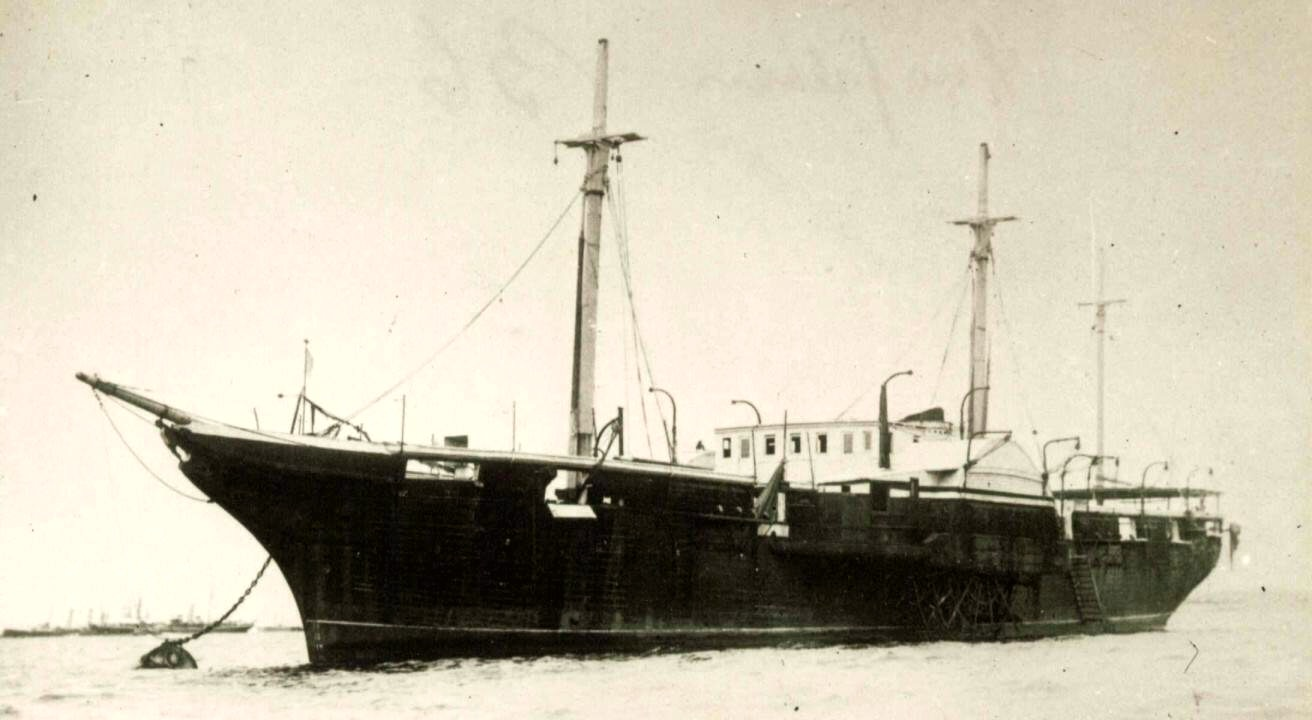
Fragata Amazonas (1851).

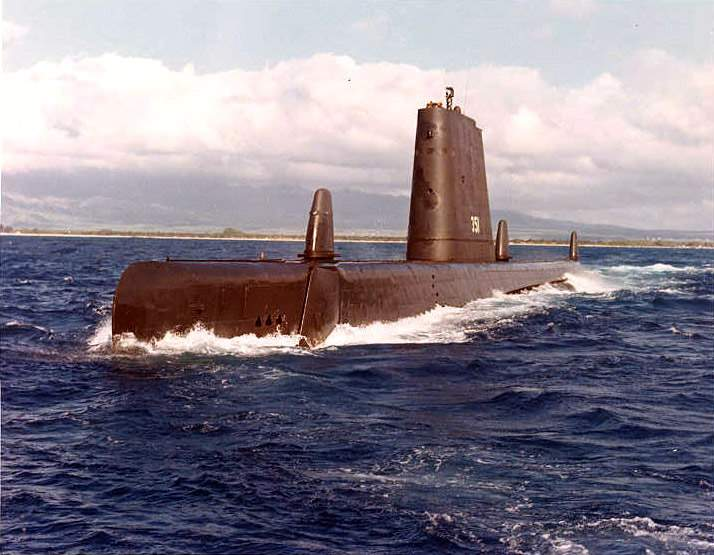
S Amazonas (S-16).

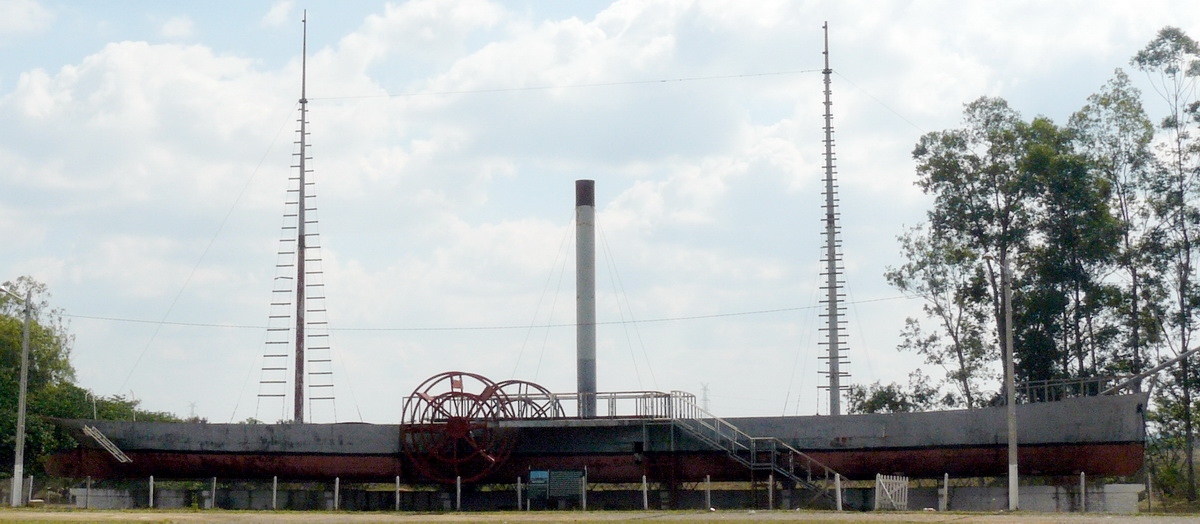
Vapor Anhambaí.

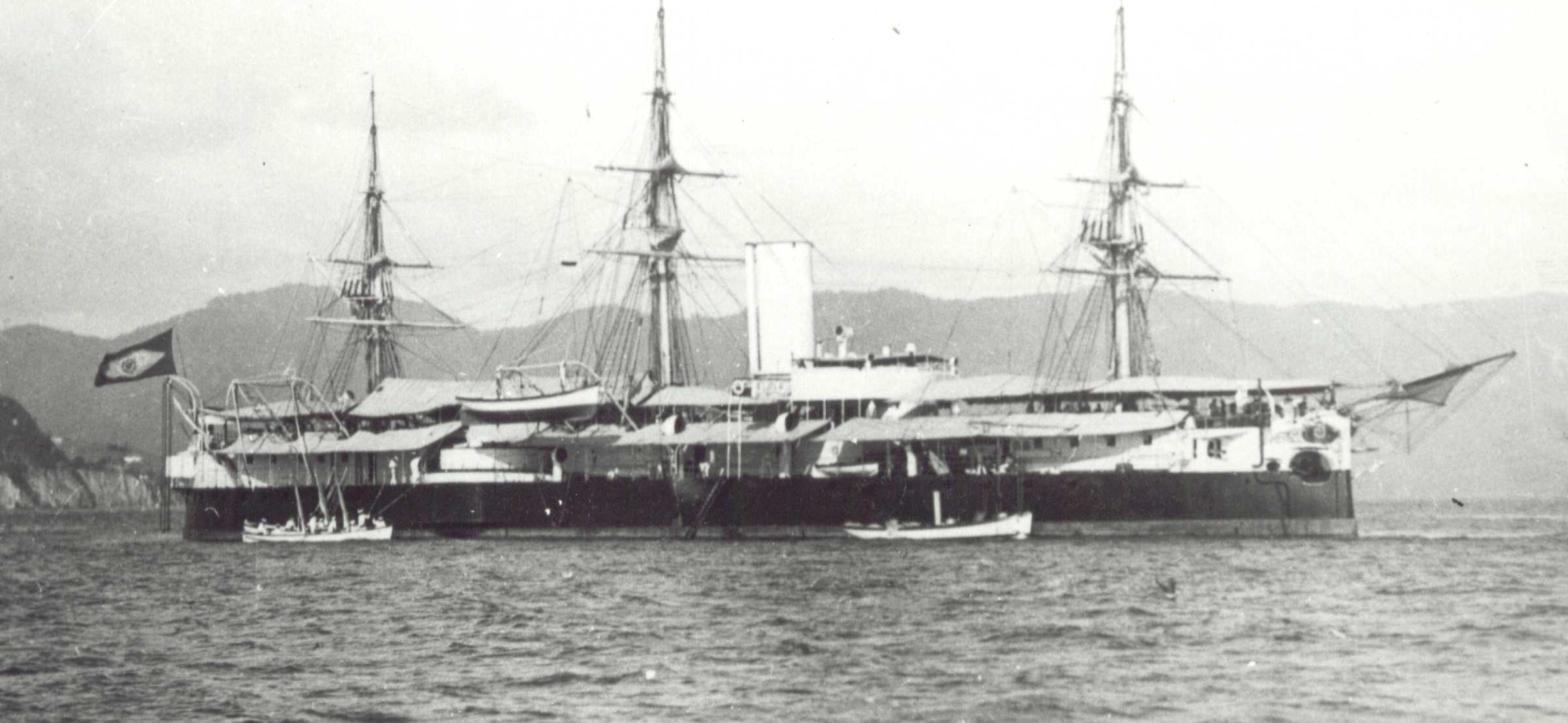
Aquidabã (encouraçado de esquadra).

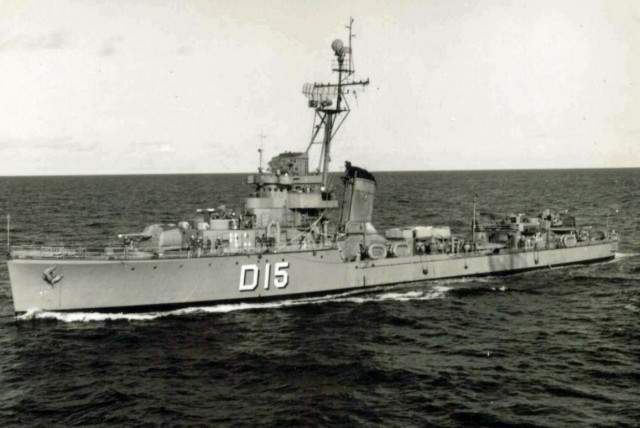
CT Araguari (D-15).

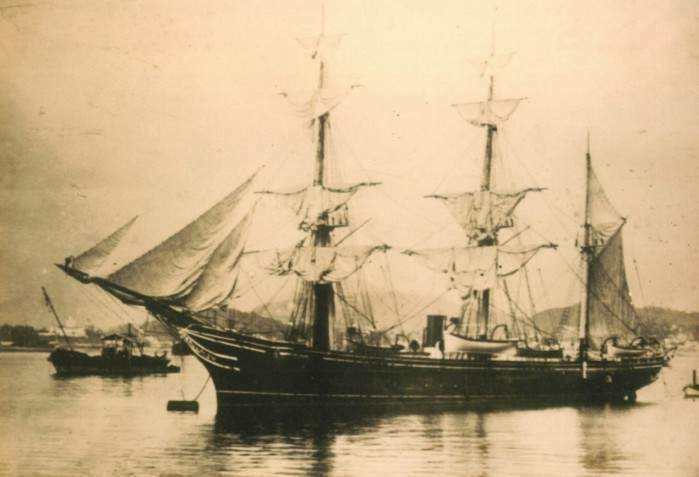
Vapor Araguari.

- CT Acre (D-10) (1945), contratorpedeiro da Classe Amazonas
- Acreano (1908), Aviso de Rodas
- NM Adolfo de Barros (1893) navio mercante
- Afonso (1847), fragata a vapor de rodas
- Afonso de Albuquerque (1822), nau (anteriormente Martim de Freitas, que chegou ao Brasil com a corte
- Afonso Celso (1881), (depois (Liberdade (1889), depois Trindade (1894)) canhoneira/aviso
- DFlu Afonso Pena (1910) dique flutuante
- DFlu Afonso Pena (G-25) (1943) dique flutuante
- Águia (1837), barca a vapor depois brigue
- NM Aimoré (1893), navio mercante
- Canhoneira Ajuricaba (1923) aviso fluvial/canhoneira
- CT Ajuricaba (D-11) (1946), contratorpedeiro da Classe Amazonas
- Monitor Encouraçado Alagoas (1866) monitor encouraçado Classe Pará
- Paquete Alagoas (1889) paquete
- CT Alagoas (CT-6) (1909) contratorpedeiro da Classe Pará
- CT Alagoas (D-36) (1944) contratorpedeiro da Classe Allen M. Sumner - FRAM II
- RbAM Albatroz (1907) rebocador de alto mar
- Escuna Alcântara (1825) escuna
- Brigue Transporte Alcides (1827) brigue
- Barco Oficina Alecrim (1945) barco oficina
- Vapor Auxiliar Alegria (1933) vapor
- Canhoneira de Rodas Alfa (1861) canhoneira
- Torpedeira de Lança Alfa (1883) torpedeira
- Vapor Alice (1866) vapor (ex-Vapor Mariana)
- Cruzador Almirante Abreu (1897) cruzador (depois USS Albany (CL-23))
- NOc Almirante Álvaro Alberto (H-43) (1973) navio oceanográfico da Classe Alte. Álvaro Alberto
- Cruzador Almirante Barroso (1880) cruzador (depois Cruzador Barroso)
- NOc Almirante Câmara (H-41) (1962) navio oceanográfico da Classe Robert D. Conrad
- NAux Almirante Frontin (1943) navio auxiliar da Classe Ita
- NaApLog Almirante Gastão Motta (G-29) (1985) navio auxiliar da Classe Ita
- RbAM Almirante Guillobel (R-25) (1976), rebocador de alto mar
- NE Almirante Saldanha (U-10) (1933) veleiro navio escola/navio oceanográfico
- Amapá (1904) canhoneira fluvial da Classe Acre
- Canhoneira Amapá (1912) rebocador/canhoneira (ex-Rb Caiapó)
- Fragata Amazonas (1825) fragata (ex-Fragata Constituição, Fragata Isabel)
- Corveta Amazonas) charrua transporte/corveta (ex-Corveta Trinta de Agosto)
- Escuna Amazonas escuna
- Fragata Amazonas (1851) fragata a vapor
- Cruzador Amazonas cruzador
- CT Amazonas (CT-1) (1909) contratorpedeiro da Classe Pará
- CT Amazonas (D-12) (1943), contratorpedeiro
- S Amazonas (S-16) (1945) submarino
- Corveta Amélia (1830) corveta (ex- Corveta Dona Amélia, depois Corveta Sete de Abril)
- Barca a Vapor Amélia (1840) barca a vapor de rodas
- Chata América chata/escuna (Flotilha do Alto Paraguai)
- Canhoneira Amigo da Ordem (1838) iate/canhoneira (ou Canhoneira Amigo da Boa Ordem, depois Canhoneira Ibicuí)
- Canhoneira Amor da Pátria (1841) canhoneira (ex Nº3)
- Balandra Ana de Jesus Maria (1822) balandra
- Vapor Andaraí vapor (Guerra do Paraguai)
- Escuna Andorinha (1823) escuna
- Brigue Escuna Andorinha (1838) brigue-escuna
- Lanchão Armado Andorinha lanchão armado (Guerra dos Farrapos)
- Cruzador Andrada (1890) cruzador
- Palhabote Andreia (1839) palhabote
- Barca Anfitrite (1838) barca
- Pontão Angelita pontão (Guerra do Paraguai)
- Cv Angostura (V-20) (1955 - 2004) corveta Classe Imperial Marinheiro
- Vapor Anhambaí (1858), canhoneira
- Barca Canhoneira Anhatomirim (1865) barca canhoneira
- Brigue Transporte Anibal (1826) brigue transporte
- NAux Anibal de Mendonça (1919) navio auxiliar
- Vapor Anicota (1868) vapor (ex-Vapor Brasileiro depois Vapor Aturiá)
- Corveta Animo Grande (1824) corveta
- Vapor Armado Antônio João (1867) vapor armado
- Rb Antônio João (1946) rebocador
- Rb Antônio Joaquim (1913) rebocador
- Vapor Apa (1864) vapor de rodas
- Transporte Apa (1858) transporte
- CT Apa (D-13) (1945), contratorpedeiro Classe Amazonas
- Lancha a Vapor Apopóris (1873) - lancha a vapor
- Transporte Aprendiz Marinheiro (1876) - transporte
- Patacho Aprendiz Marinheiro (1884) - patacho
- Encouraçado de Esquadra Aquidabã (1885) - encouraçado de esquadra
- Canhoneira Araçatuba (1825) (depois Canhoneira Rios) - barca canhoneira
- Vapor Araguari (1858) - Canhoneira Mista da Classe Araguaia
- CT Araguaia (D-14) (1946), contratorpedeiro da Classe Amazonas
- Canhoneira Araguary (1858) - Canhoneira Mista da Classe Araguaia
- Torpedeiro Araguari - Torpedeiro de Alto-Mar da Classe Marcílio Dias
- CT Araguari (D-15) (1946), contratorpedeiro da Classe Amazonas
- Barca Aratu (1953) - barca d'água
- Transporte Argentino (1826) - transporte
- Patacho Argus (1839) - patacho
- NHi Argus (H-31) (1957) - Navio Hidrográfico da Classe Argus
- Vapor Arinos (1865) - vapor
- Pontão Arroio Negro - pontão (guerra do Paraguai)
- NTrT Ary Parreiras (G-21) - Navio de Transporte de Tropas da Classe Custódio de Mello
- NAux Aspirante Nascimento (1924) - aviso fiscal de pesca
- Barca Astreia (1839) - barca a vapor
- Canhoneira Ativa (1851) - transporte/canhoneira
- Paquete Atlântico - brigue/paquete (ou Atlante)
- NaApLog Atlântico Sul (G-40) (1984) - navio de apoio logístico da Classe Lloyd Pacifico
- Brigue Atlante (1823) (ou Atlântico) - brigue/paquete
- NM Atlantique (1917) (depois NM Tenente Maria do Couto e NM Itapemirim) - navio de arrasto/navio mineiro
- Cábrea Atlas (1947) cábrea flutuante
- Lancha Armada Atrevida (1826) lancha armada
- Lancha Armada Atrevida (1840) lancha armada
- Iate Atrevido (1835) iate de madeira
- Brigue Atrevido (1822) brigue/transporte
- Rb Atrevido (1913) rebocador
- Patacho Atrevido Africano patacho
- RB Audaz (1890) rebocador
- Rb Audaz (R-31) (1952) - Rebocador da Classe Audaz

Voltar ao topo

## B

C Barroso (C-1).

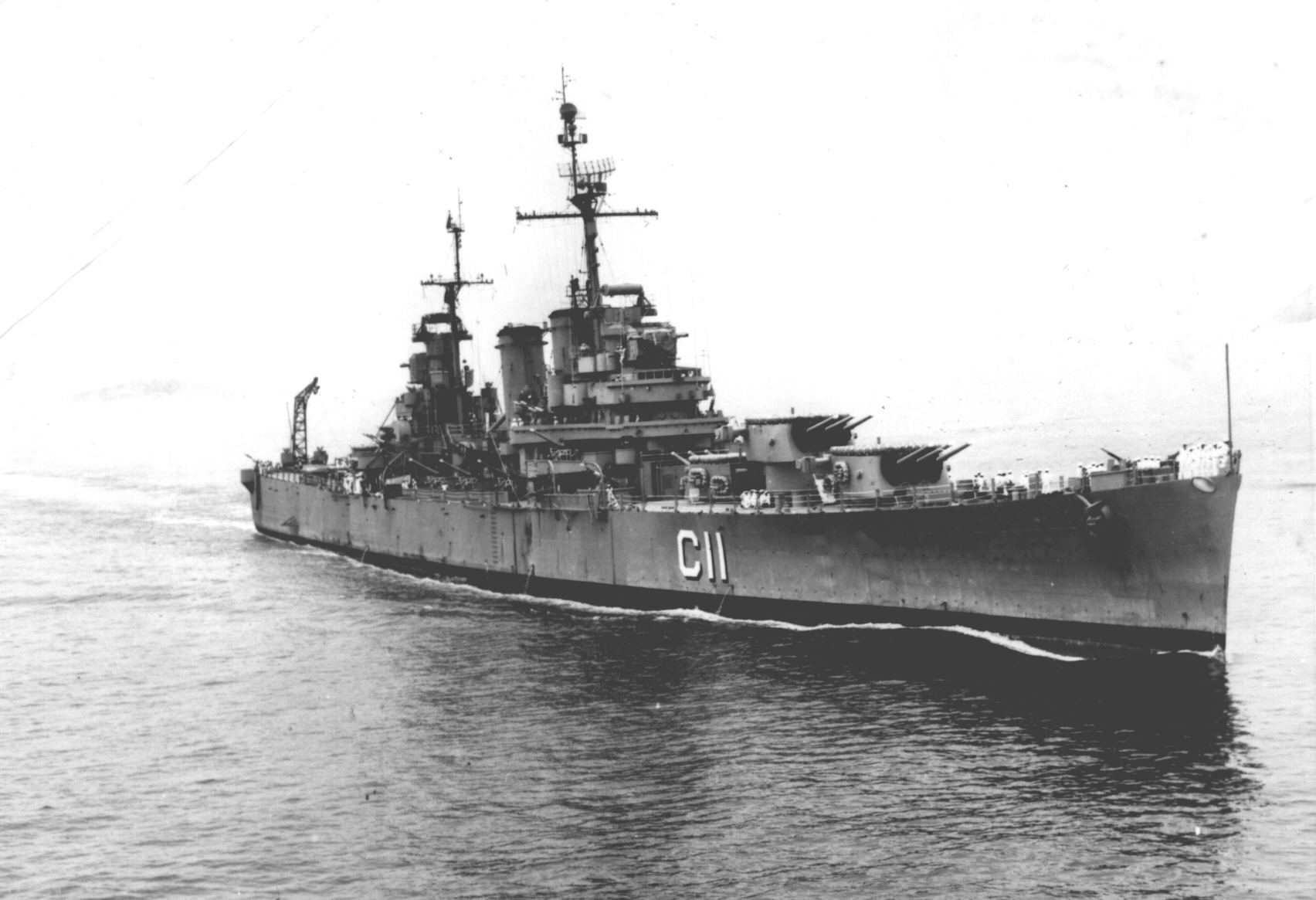
C Barroso (C-11).

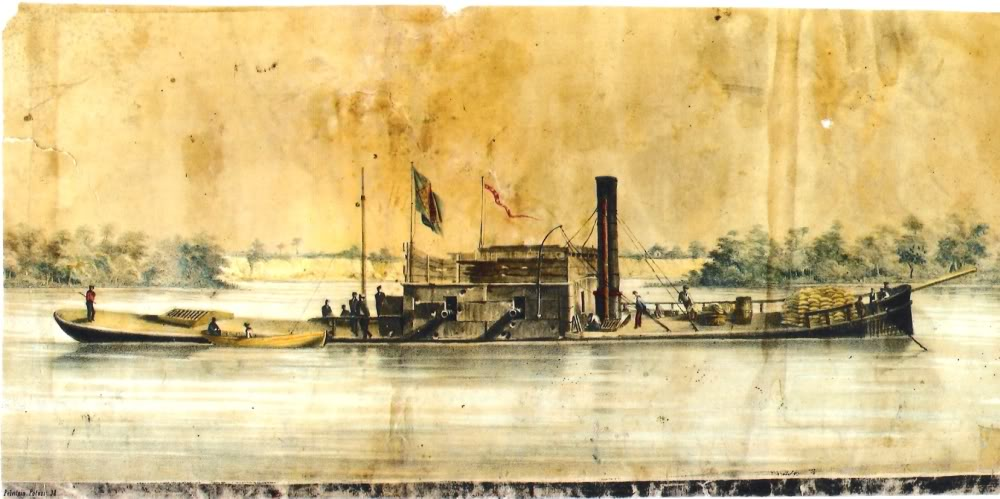
Encouraçado Barroso.

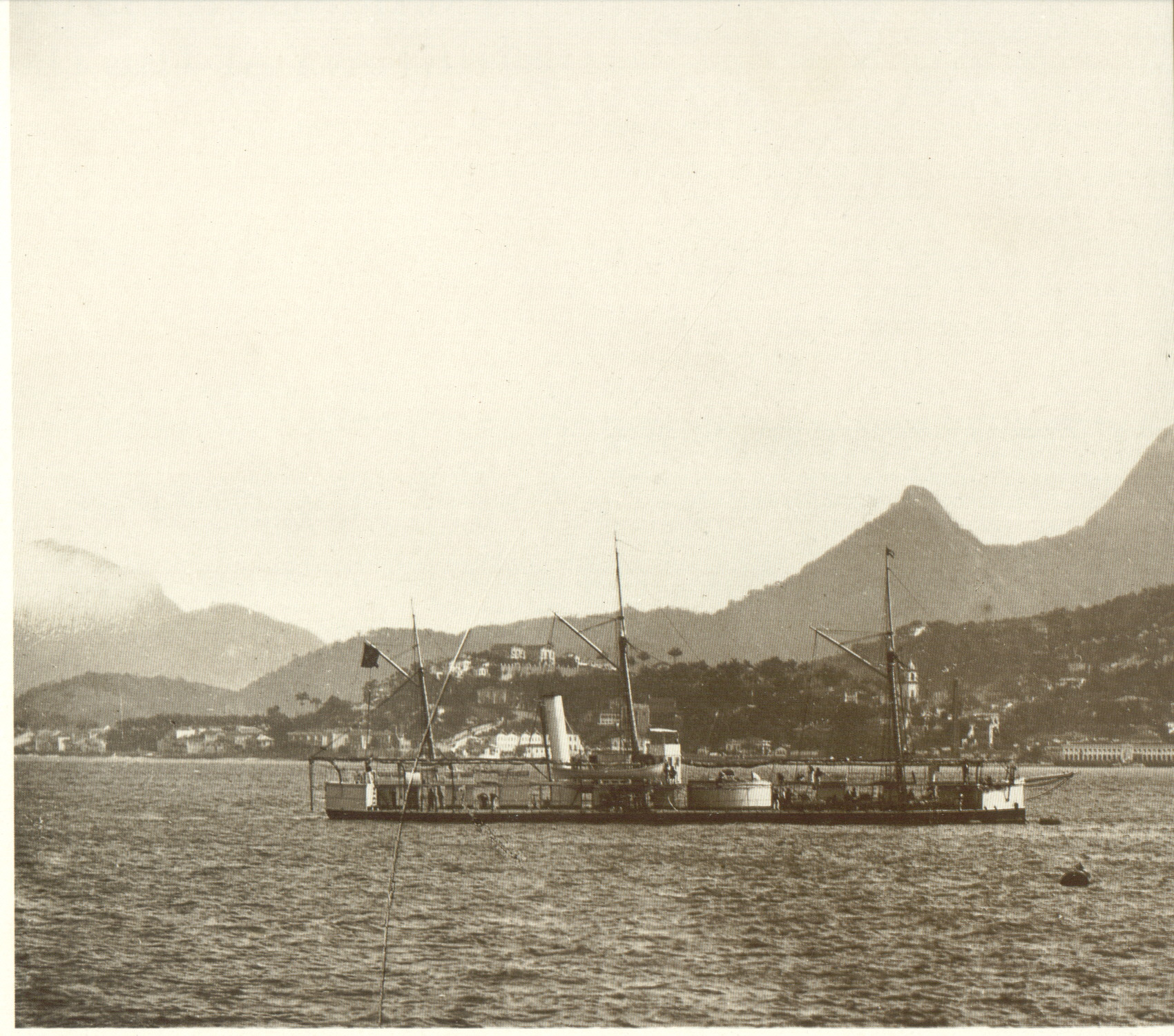
Monitor Encouraçado Bahia.

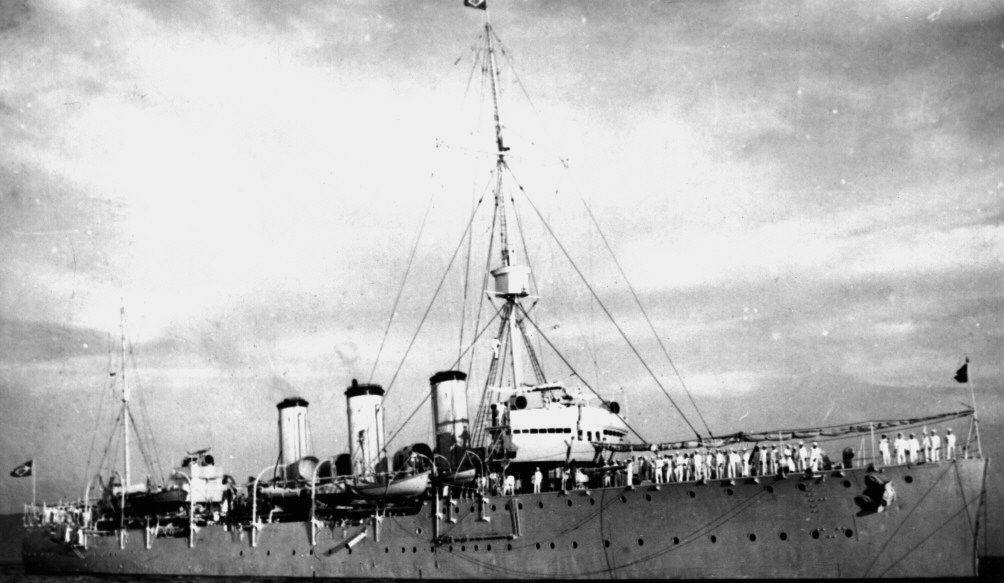
Cruzador Bahia (C-12).

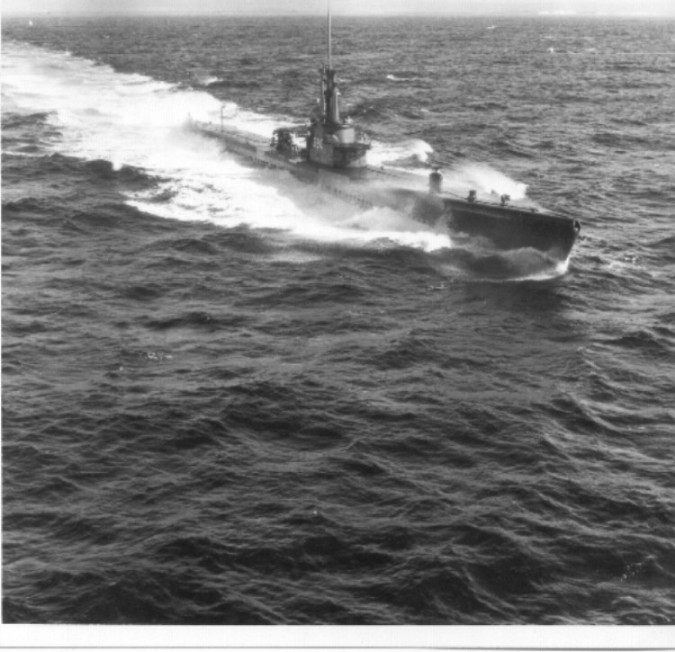
- S Bahia (S-12) (1963).

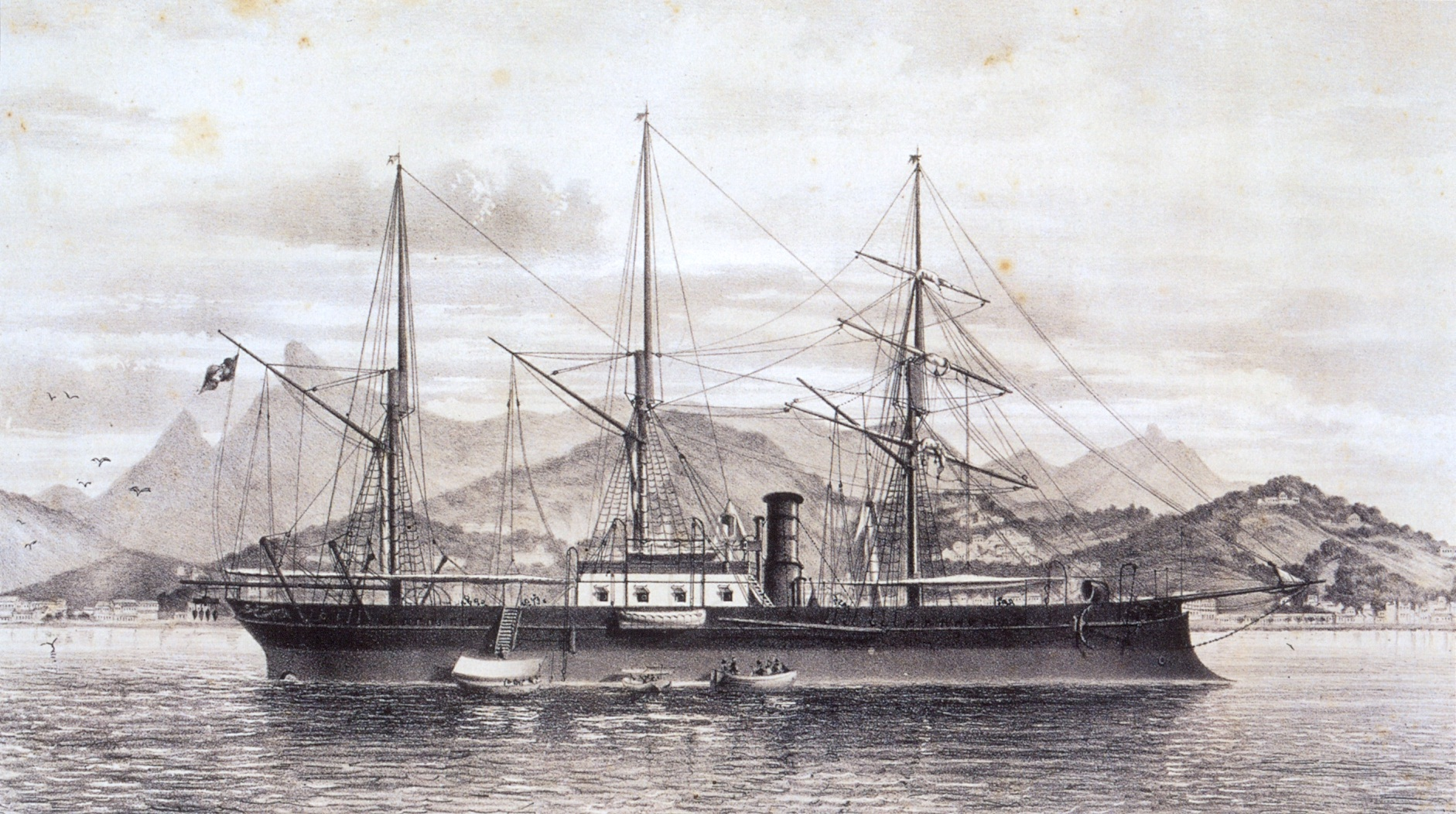
Corveta Encouraçada Brasil.

- CTE Babitonga (D-16) (1945 - 1964) - Contratorpedeiro de Escolta da Classe Bertioga
- CTE Baependi (D-17) (1945 - 1973) - Contratorpedeiro de Escolta da Classe Bertioga
- Brigue Bahia (1823) Bergantim/Brigue
- Monitor Encouraçado Bahia (1865) Encouraçado tipo Monitor
- Cruzador Bahia (C-12) (1908-1945) Cruzador Classe Bahia
- S Bahia (S-12)  (1963 - 1973) Submarino Classe Rio de Janeiro
- S Bahia (S-12) (1973) (1973 - 1993) Submarino Classe Corsair/GUPPY II
- Fragata Bahiana (1830) Fragata
- Barca a Vapor Bahiana (1839) Barca a Vapor
- Corveta Bahiana (1849) Corveta
- Cv Bahiana (V-21) (1953 - 2002) Corveta Classe Imperial Marinheiro
- Barca N.º 1 (1837) (1837-1838) Barca (depois Barca Canhoneira Bélico)
- Barca N.º 1 (1842) (1842-1846) Barca
- NApOc Barão de Teffé (H-42) (1957) - Navio de Apoio Oceanográfico da Classe Barão de Teffé
- NF Barreto de Menezes (F-6)(1941) - Navio Faroleiro da Classe Barreto de Menezes
- Encouraçado Barroso (1865) Encouraçado Classe Barroso
- Cruzador Barroso (1880) Cruzador (antes Cruzador Almirante Barroso)
- C Barroso (C-1) (1895) - Cruzador Classe Barroso
- C Barroso (C-11) (1935) - Cruzador Classe Barroso
- NTrT Barroso Pereira (G-16) (1954) - Navio de Transporte de Tropas da Classe Custódio de Mello
- CTE Bauru (Be-4) (1945 -1981) Contratorpedeiro de Escolta/Aviso Oceânico - Navio Museu Classe Bertioga
- Brigue Beaurepaire (1824) Brigue (antes Brigue Constituição ou Morte)
- |Corveta Beberibe (1853) Corveta
- CTE Beberibe (D-19) (1945 - 1968) Contratorpedeiro de Escolta/Aviso Oceânico Classe Bertioga
- Escuna Bela Americana (1836) Escuna
- Transporte Bela Bonita (1822) Navio Transporte
- Escuna Bela Elisa (1823) Escuna
- Escuna Bela Maria (1827) Escuna
- Barca Canhoneira Bélico (1837-1838) Barca Canhoneira (antes Barca N.º 1 (1837) )
- Corveta Belmonte (1856) Corveta
- Cruzador Auxiliar Belmonte (1913) (depois Cruzador Auxiliar Mandu), Cruzador Auxiliar
- Tênder Belmonte (1912) Navio Tender de Contratorpedeiros
- Navio Oficina Belmonte (G-24) (1944) Navio Oficina Classe Aristaeus
- CTE Benevente (D-20) (1945 - 1964) Contratorpedeiro de Escolta/Aviso Oceânico Classe Bertioga
- Cruzador-Escola Benjamim Costant (1891) Cruzador Escola Classe Benjamim Constant
- Brigue Bento Gonçalves (1835) Brigue
- Torpedeira Bento Gonçalves N.º 5 (1893) Torpedeira Classe Pedro Ivo
- Bombardeira Benvinda Bombadeira
- Corveta Berenice (1847) Corveta
- Transporte Berenice (1866) Transporte
- Escuna Bertioga (1826) Escuna
- Corveta Bertioga (1827) Corveta
- CTE Bertioga (D-21) (1945 -  1964) Contratorpedeiro de Escolta/Aviso Oceânico Classe Bertioga
- Torpedeira de Lança Beta (1883) Torpedeira de Lança Classe Alfa
- Rebocador Bittencourt (1893) Rebocador
- Transporte Bizarria (1823) Transporte
- Iate Boa Fé (1836) Iate
- CTE Bocaina (D-22) (1943 - 1975) Contratorpedeiro de Escolta/Aviso Oceânico Classe Bertioga
- Canhoneira Bojuru (1851) Canhoneira
- Brigue Transporte Bonfim (1823) Brigue
- Vapor Transporte Bonifácio (1868) Vapor Transporte
- Lancha a Vapor Bonifácio (1865) Lancha a Vapor
- Iate Bonsucesso (depois Escuna Canhoneira Fanfa), Iate
- F Bosísio (F-48) (2003), fragata
- Vapor Canhoneira Braconnot (1870) Vapor/Canhoneira
- CTE Bracuí (D-23) (1945 - 1972) Contratorpedeiro Classe Bertioga
- Corveta Encouraçada Brasil (1864) Corveta Encouraçada
- Vapor Mercante Brasil (1865) Vapor
- Correio Brasileiro (1826) Correio
- Brigue Brasileiro (1834) (ex-Moderado), Brigue
- Vapor Brasileiro (1868) (depois Vapor Anicota, depois Vapor Aturiá) Vapor
- Paquête Brasilia (1838) Palhabote/Paquête
- Barca Canhoneira Brocoió (1825) Barca Canhoneira

Voltar ao topo

## C
- Canhoneira Cabedelo 1888

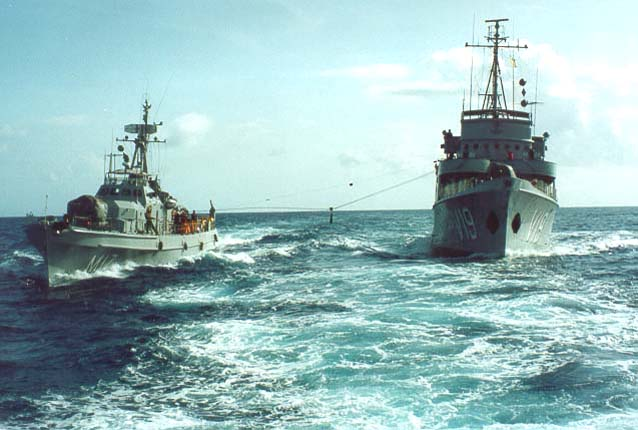
Cv Caboclo (V-19).

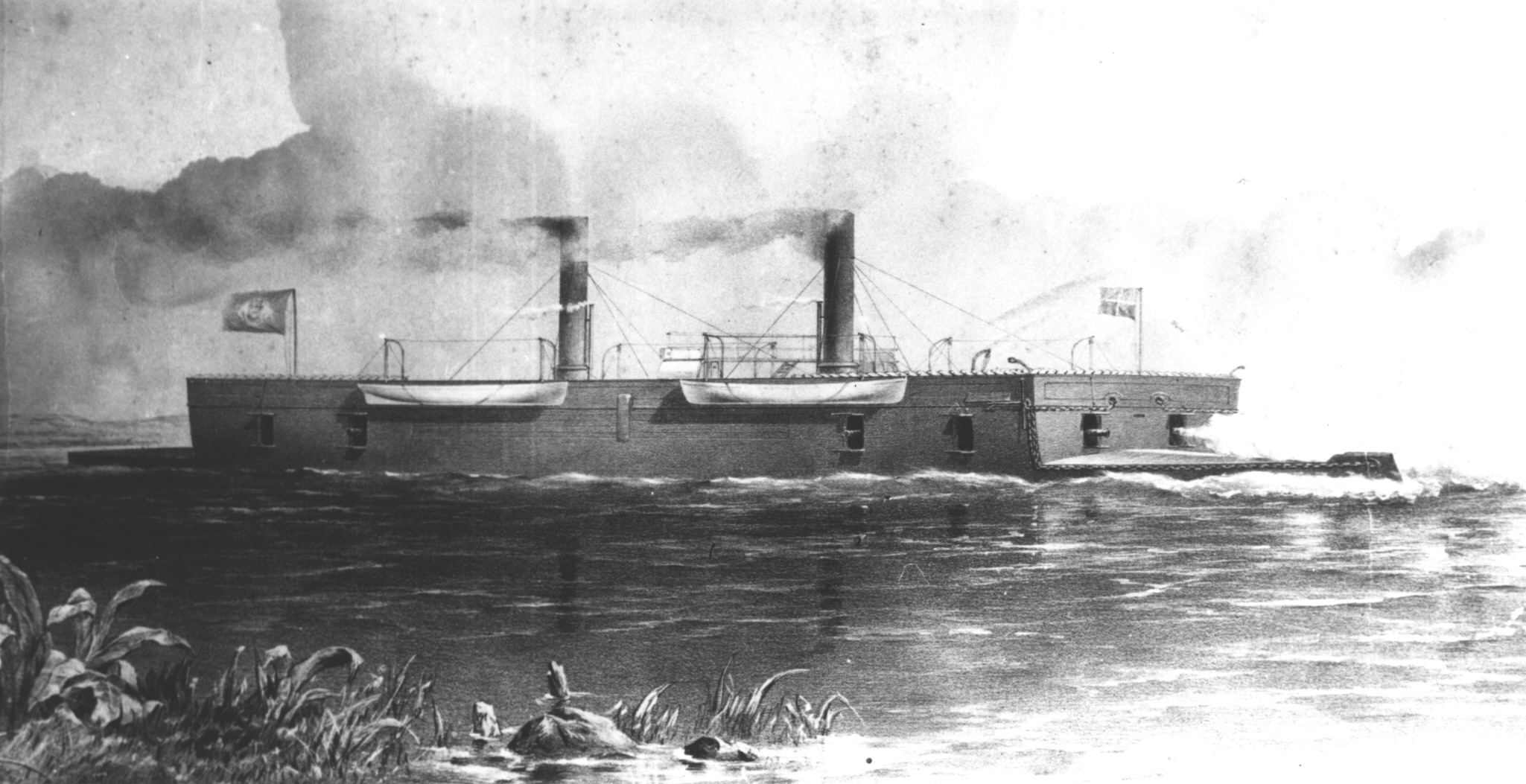
Encouraçado Cabral.

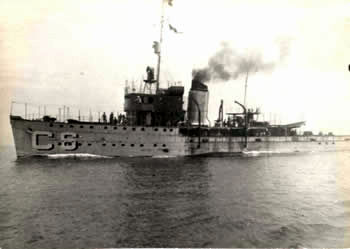
Cv Camaquã (C-6).

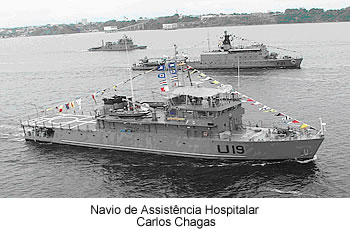
NAsH Carlos Chagas (U-19).

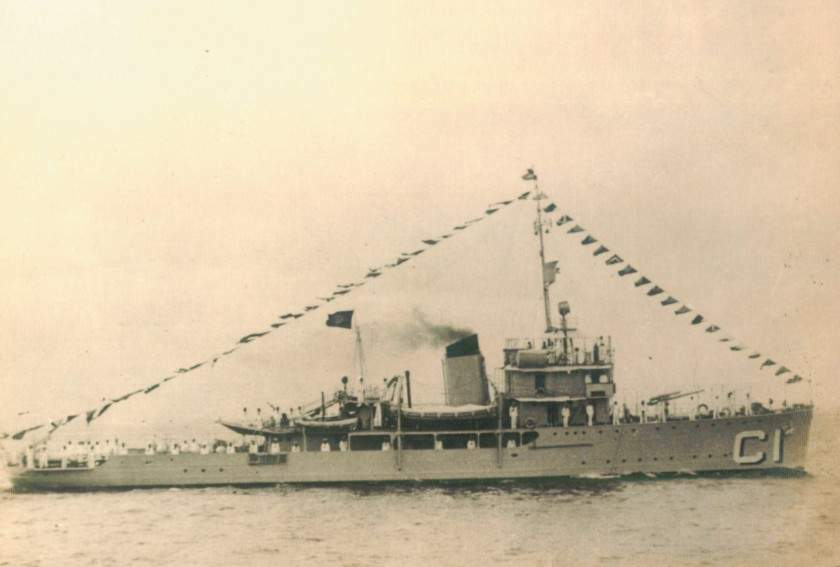
Cv Carioca (C-1).

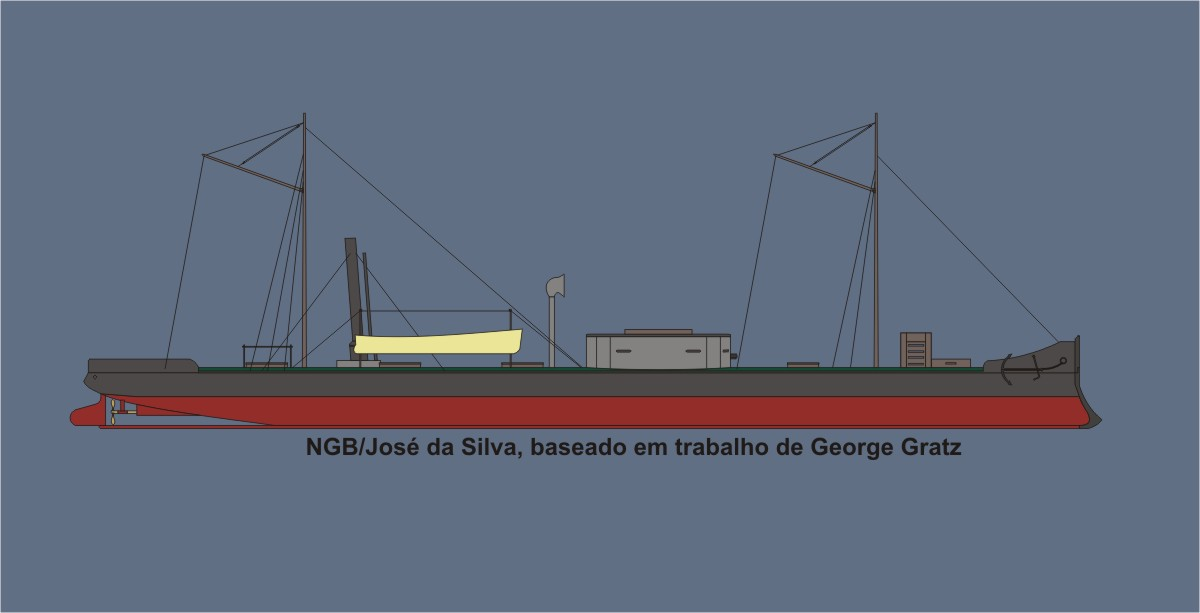
Monitor Encouraçado Ceará.

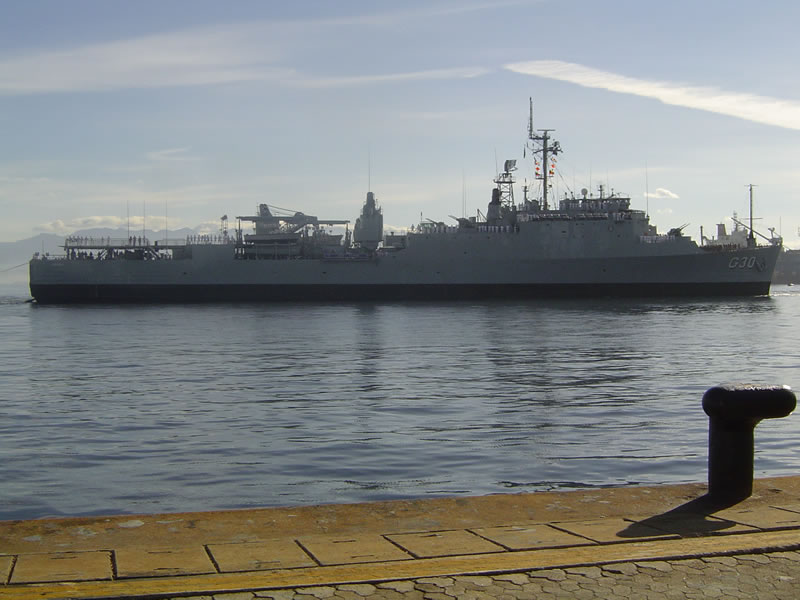
NDD Ceará (G-30).

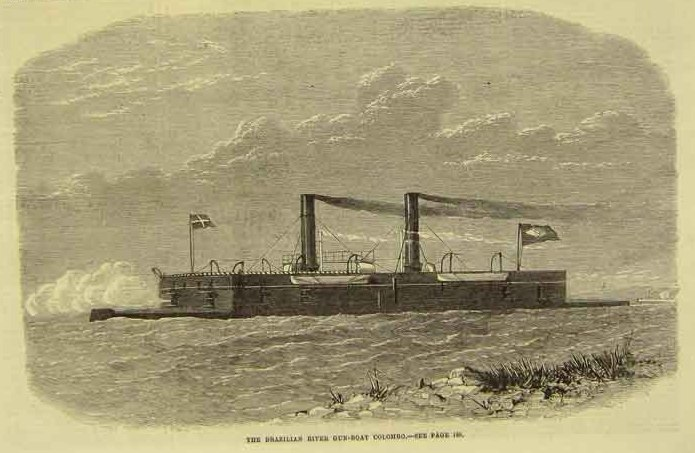
Encouraçado Colombo.

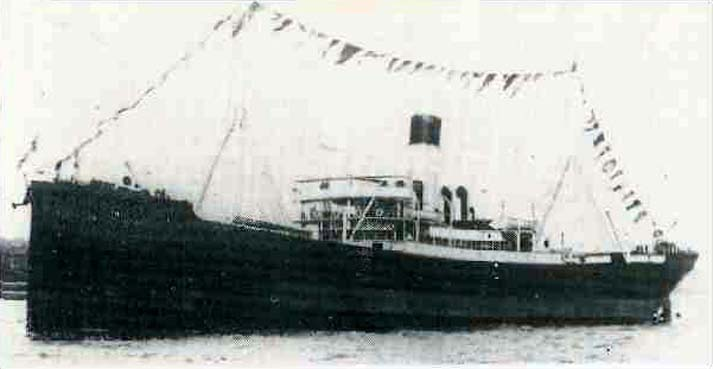
Comandante Freitas (vapor de guerra).

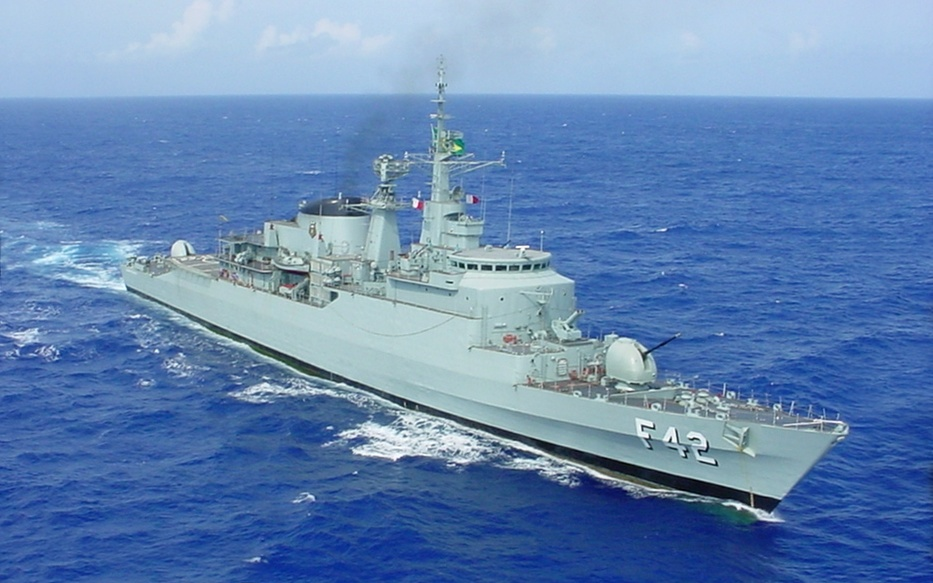
F Constituição (F-42).

- Cv Cabedelo (C-4) 1940, corveta, navio caça minas
- Brigue Caboclo 1826
- Lugre Caboclo 1835
- Caboclo (lanchão armado) também nomeado como  N.º 2 (Guerra dos Farrapos)
- Cv Caboclo (V-19) 1955, corveta
- Rb Cabo Schramm (R-18) 1982, Rebocador de porto
- Encouraçado Cabral 1865, Encouraçado
- Iate Caçador 1842
- Cruzador Caçador 1891, Cruzador aduaneiro
- Sumaça Caçadores 1823
- Canhoneira Caçambo 1840
- Lanchão Caçapava Guerra dos Farrapos
- Canhoneira Caçapava 1839
- Cachoeira (escuna), escuna (ex-Lusitana)
- Vapor de Guerra Cachoeira
- Brigue Cacique (1822) 1822
- Brigue Cacique (1833) 1833
- Canhoneira Caí 1838, (ex-Oceano)
- Rb Caiapó 1912, Aviso/Rebocador (depois Canhoneira Amapá)
- Iate Cairu 1862
- Rebocador Calheiros da Graça
- NHi Calheiros da Graça 1932, Navio Hidrográfico (ex-Itajubá) Navio Hidrográfico
- Calíope, Brigue Escuna
- Camaquã, Canhoneira
- Camaquã (ex-Sete de Julho), Vapor
- Cv Camaquã (C-6) (1938) - Corveta da Classe Carioca
- Camarão, Patacho
- Camboriú - L 12, Embarcação de Desembarque de Carga Geral
- Camocim, Canhoneira
- Cv Camocim (C-3) (1938) - Corveta da Classe Carioca
- Camocim - H 16/DHN-03, Aviso Hidrográfico
- Camões, Escuna
- Campista (ex-Dona Francisca), Fragata
- Campista, Barca a Vapor
- Campista, Escuna/Patacho/Canhoneira
- Canadá, Galera
- Canal do Bragança, Barca Farol
- Cananéia, Barca Canhoneira
- Cananéia, Canhoneira
- Cv Cananeia (C-2) (1938) - Corveta da Classe Carioca
- Canopus, Brigue Escuna
- NHi Canopus (H-22) (1957) - Navio Hidrográfico da Classe Sirius
- Capella - CPES 03, Lancha Balizadora
- Capibaribe, Brigue
- Capibaribe, Iate
- Capivari, Escuna/Canhoneira
- Caramuru (depois Timbira), Cruzador Torpedeiro
- Caramuru, Rebocador
- Caravelas, Patacho
- Cv Caravelas (C-5) (1938) - Corveta da Classe Carioca
- Caravelas - H 17/SSN-6-15, Aviso Hidrográfico
- Caridade, Transporte
- Cv Carioca (C-1) (1938) - Corveta da Classe Carioca
- Carioca, Rebocador
- Carioca, Canhoneira
- Carioca (depois Grumete), Rebocador
- Carioca - C 1, Navio Mineiro/Corveta
- Carlos Chagas - U 19, Navio de Assistência Hospitalar
- Carlos Gomes (ex-Itaipú), Transporte/Navio Mineiro
- Carlota, Fragata
- Carlota, Escuna
- Carneiro da Cunha, Rebocador/Navio Mineiro
- Cassiopéia, Vapor
- Castelhanos - H 24, Navio Balizador
- Catalã, Canhoneira
- Catarina, Escuna
- Ceará, Monitor Encouraçado
- Ceará, Tender de Submersíveis
- Ceará, Dique Flutuante
- Ceará - S 14, Submarino
- Cearense, Brigue
- Cearense, Chata
- Cecília, Vapor Transporte
- Centauro, Aviso
- Rb Centauro (R-32) (1952) - Rebocador da Classe Audaz
- Chuí, Canhoneira
- Cibele, Charrua Transporte
- Cidade de Natal - G 27, Dique Flutuante
- Cinco de Maio, Transporte
- Cinco de Outubro, Escuna
- Cisne, Vapor
- Cisne Branco, Veleiro
- Cisne Branco, Veleiro Oceânico
- Cisne Branco - U 20, Navio Veleiro
- Codó, Canhoneira
- Coelho Neto, Rebocador
- Colombo, Encouraçado
- Colonia de Sacramento, Canhoneira
- Comandante Didier - R 16/BNRJ 04, Rebocador de Porto
- Comandante Freitas (ex-Itapeva), Vapor
- Comandante Malhães - H 20, Navio Balizador
- Comandante Marriog - R 15/ BNRJ 03, Rebocador de Porto
- Comandante Petit, ?
- Comandante Varella - H 18, Navio Balizador
- Cometa, Brigue Escuna
- Competidor, Patacho
- Conceição, Escuna
- Conceição, Sumaça/Escuna
- Conde de Peniche, Charrua Transporte
- Conde dos Arcos, Transporte
- Condor, Barca d’ Água
- Constança, Escuna
- Constança, Brigue Escuna
- Constante, Iate
- Fragata Constituição (1825) (ex-Isabel, ex-Amazonas)
- Barca Canhoneira Constituição (1826)
- Constituição ou Morte brigue (ex-Rio Ave, depois Beaurepaire)
- Coronel Fidélis, Transporte
- Correio Brasileiro, Barca a Vapor
- Correio Imperial, Barca a Vapor
- Corumbá, Canhoneira
- Cossaca, Escuna
- Cotunduba, Canhoneira
- Couto, Lancha a Vapor
- Coxipó, Vapor
- Cruzeiro do Sul - H 38, Navio Hidroceanográfico
- Cuevas, Chata Artilhada
- Cuevas, Vapor
- Cuevas, Rebocador
- Cuiabá, Canhoneira a Vapor
- Cunha Gomes, Navio Faroleiro
- Curitiba, Navio Transporte
- Curuzu, Iate
- NDD Ceará (G-30) (1989 - 2016) - Navio de desembarque de doca Classe Ceará
- NTrT Custódio de Mello (G-15) (1954) - Navio de transporte de Tropas da Classe Custódio de Mello

Voltar ao topo

## D
- Deodoro (encouraçado)

- F Dodsworth (F-47)
- Galeota de D. João VI (1808) barco a remo tipo galeota (também conhecida como Galeota Real)
- Duquesa de Goiás (1828), brigue escuna antes Águia do Brasil, depois Olinda)

Voltar ao topo

## E
- Pontão Elisa (Guerra do Paraguai)
- Galera Elisabeth (1825) Galera
- Escuna Emília (1823) Escuna (depois Escuna Pará)
- Brigue Emprehendedor (1826) Brigue
- Brigue Escuna Éolo (1838) Brigue
- Navio Hospital Eponina (1867) Navio
- Iate Eponina Conduru (1867) Iate
- Lugre Esmênia (1836) Lugre
- Brigue Escuna Espadarte (1838) Brigue
- NF Espadarte (1923) Navio Faroleiro
- Canhoneira Esperada (1827) Canhoneira
- Canhoneira Esperança (1826) Canhoneira
- Vapor Esperança (1893) Vapor
- Aviso Fiscal de Pesca Esperança do Beberibe (1837) Cuter
- Monitor Fluvial Espírito Santo (1890) (ex Monitor Fluvial Maranhão, depois Monitor Fluvial Vitória, Monitor Fluvial Paraguassú (P-2)) Monitor
- CT Espírito Santo (D-38) (1943) Contratorpedeiro
- Escuna Transporte Estafêta (1839) Escuna
- Vapor Estrêla (1847) Vapor
- Canhoneira Estrela do Sul (1827) Canhoneira
- Rb Etchebarne (1913) Rebocador
- Chata Europa Patacho
- Corveta Euterpe (1840) Corveta

Voltar ao topo

## F
- Floriano (encouraçado)
- F1 (submarino)  (1914 - 1933) - Submarino da classe foca
- F3 (submarino) (1913 - 1933) -  Submarino da classe foca
- F5 (submarino) (1913 - 1933) -  Submarino da classe foca
- Forte de Coimbra
- Vapor de Guerra Comandante Freitas
- CV Forte de Coimbra (V18) (1955 - 1997)
- CV Frontin (V33) (2014) [9]

Voltar ao topo

## G
- Contratorpedeiro Gustavo Sampaio (1893) Caça-torpedeira
- NE Guanabara (1937) - Navio Escola
- S Guanabara (S-10) (1945) - Submarino da Classe Guanabara
- Rb Guarani (R-33) (1952) - Rebocador da Classe Audaz
- CS Guaporé (G-1) (1942) - Caça-Submarino da Classe Guaporé
- CS Gurupí (G-2) (1942) - Caça-Submarino da Classe Guaporé
- CS Guaíba (G-3) (1942) - Caça-Submarino da Classe Guaporé
- CS Gurupá (G-4) (1942) - Caça-Submarino da Classe Guaporé
- CS Guajará (G-5) (1942) - Caça-Submarino da Classe Guaporé
- CS Goiana (G-6) (1942) - Caça-Submarino da Classe Guaporé
- CS Grajaú (G-7) (1942) - Caça-Submarino da Classe Guaporé
- CS Graúna (G-8) (1942) - Caça-Submarino da Classe Guaporé
- EDCG Guarapari (L-10) (1978) - Embarcação de Desembarque de Carga Geral da Classe Guarapari
- F Greenhalgh (F-46) (2021)[11]
- NDCC Garcia D'Avila - (G-28) (1971 - 1989)[12]
- NDCC Garcia D'Avila (G-29) (2007 - 2019)[13]

Voltar ao topo

## H
- Harmonia (navio transporte)

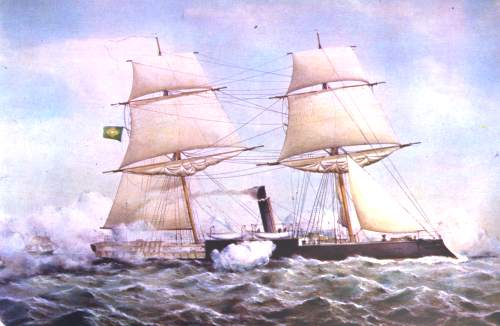
Herval (corveta encouraçada).

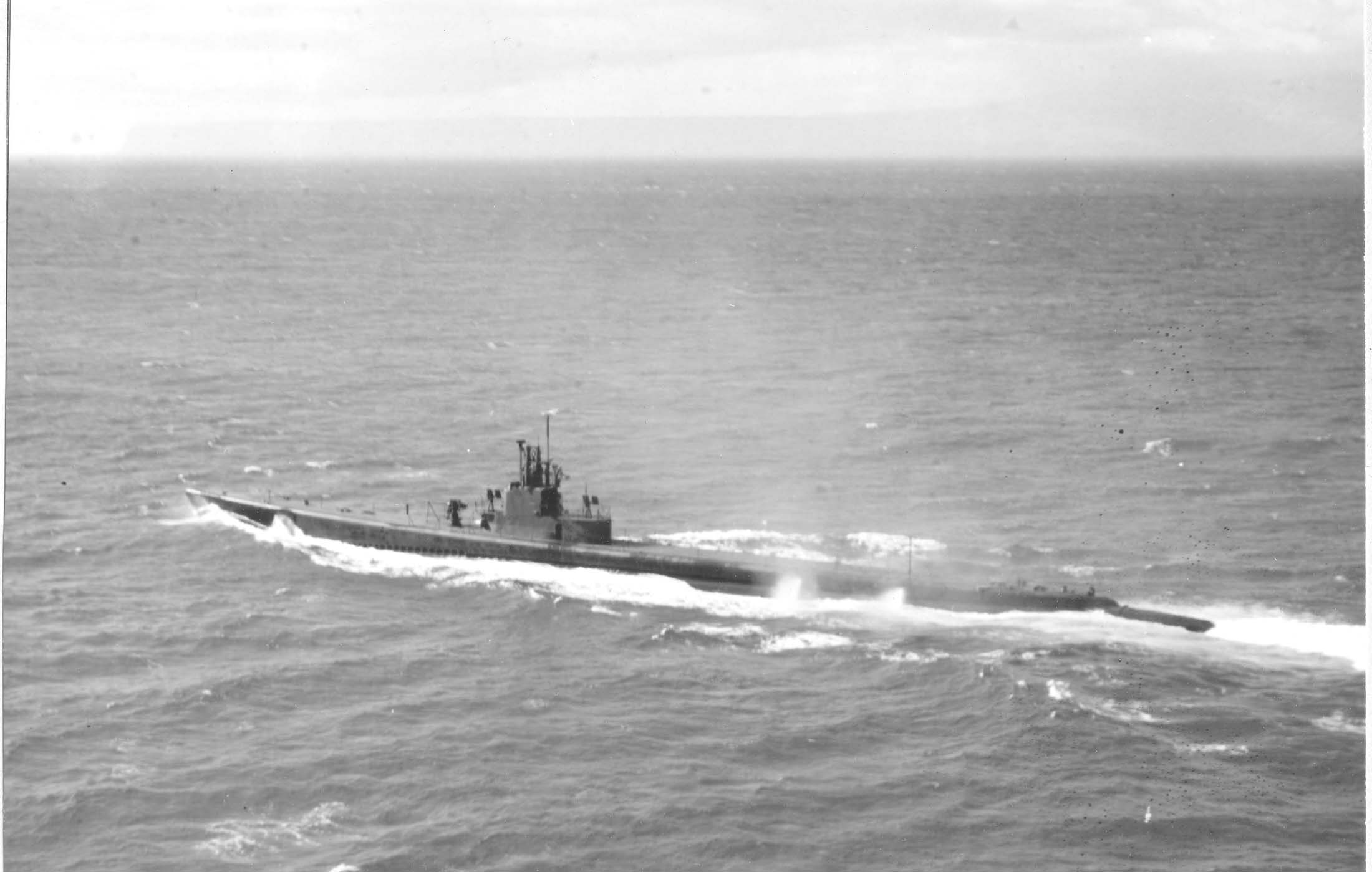
S Humaytá (S-14).

- RbAM Heitor Perdigão (1924), rebocador de alto mar, (1926) transformado em navio mineiro
- Henrique Dias (Nº-4) (1868), canhoneira depois aviso de rodas
- Henrique Dias (H-17) (1942), corveta  e em (1945) navio faroleiro Henrique Dias (F3) (ex-Pargo)
- Henrique Martins (canhoneira) (1865), canhoneira
- Herval (aviso) (1861), aviso Fiscal de Pesca
- Herval (corveta encouraçada) (1865), corveta (ex-Medusa)
- SE Humaytá (1929 - 1950) , submarino de esquadra Classe Balilla
- S Humaytá (S-14) (1957 - 1966), Submarino Classe humaytá
- S Humaitá (S-20) (1973 - 1996), submarino da Classe Oberon
- Humaytá (lancha armada) (1840), lancha armada
- Humaytá (rebocador), rebocador

Voltar ao topo

## I
- Corveta Imperial Marinheiro (1851)
- Cruzador Imperial Marinheiro (1884 - 1887)
- Cv Iguatemi (V-16) (1995)
- Cv Ipiranga (V-17) (1983)
- Canhoneira Iniciadora (1883)
- CV Imperial Marinheiro (V-15) (1955 - 2014)
- CV Inhaúma (V30) (2016)

Voltar ao topo

## J
- NHi Jaceguai (1917) Vapor
- Navio José Bonifácio (1908) Navio
- Juruá (1906), canhoneira fluvial
- CV Jaceguai (V31) (2019) [17]

Voltar ao topo

## K
Voltar ao topo

## L
- Rb Lamego (R-34) (1952) - Rebocador da Classe Audaz
- Corveta Liberal (1791) - Corveta
- Patacho Liberal
- Barca a Vapor Liberal
- Monitor encouraçado Lima Barros

Voltar ao topo

## M
- CT Marcílio Dias (D-25) (1944) - Contratorpedeiro da Classe Marcílio Dias
- CT Mariz e Barros (D-26) (1943) - Contratorpedeiro da Classe Marcílio Dias
- CT Mato Grosso (CT-10) (1908) - Contratorpedeiro da Classe Pará
- E Minas Geraes (1906) (1906) - Encouraçado da Classe Minas Geraes
- Encouraçado Minas Gerais (1908 - 1952) - Encouraçado da Classe Minas Geraes
- NAeL Minas Gerais (A-11) (1942) - Porta-aviões, Navio Aeródromo Ligeiro da Classe Colossus
- CV Mearim (V-22) (1955 -1998)
- Missões(1904) canhoneira fluvial a vapor
- NT Marajó (G-27) (1968 - 2016)[21]
- Mattoso Maia (G-28) (2001 - 2023), Navio de desembarque de carros de combate (NDCC)

Voltar ao topo

## N
- F Niterói (F-40)

Voltar ao topo

## O
- NHi Orion (H-32) (1958) - Navio Hidrográfico da Classe Argus

Voltar ao topo

## P
- CT Pará (CT-2) (1908)
- CT Pará (D-27)1941
- CT Pará (D-27)1963
- Aviso Fiscal de Pesca Parahyba (1861)
- Vapor Parahyba (1893)
- CT Parahyba (CT-5) (1908)
- CT Paraíba (D-28) (1941 e 1963)
- Monitor Fluvial Paraguassú (P-2)
- Vapor Fluvial Paraná
- Vapor Paraná
- CT Paraná (CT-8) (1909)
- CT Paraná (D-29)1943
- CT Paraná (D-29)1963
- Monitor Fluvial Pernambuco (1890)
- Rb Passo da Pátria (R-35) (1952) - Rebocador da Classe Audaz
- CT Pernambuco (D-30) (1942)
- CT Pernambuco (D-30) (1963)
- CT Piauhy (CT-3) (1908)
- CT Piauí (D-31) (1943)
- CV Purus (V-23) (1955 - 2002)

Voltar ao topo

## Q
Voltar ao topo

## R

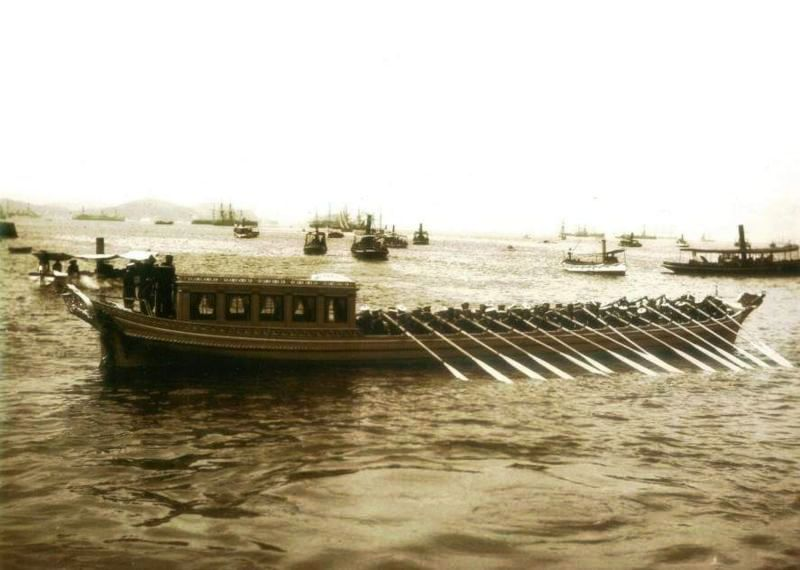
Galeota Real.

- Galeota Real (1808) também conhecida como Galeota de D. João VI
- Encouraçado de Esquadra Riachuelo (1883) Encouraçado
- CT Rio Grande do Norte (CT-4) (1908) Contratorpedeiro
- Av Rio Doce (U 20) (1954) - Aviso da Classe Rio Doce
- Av Rio das Contas (U 21) (1954) - Aviso da  Classe Rio Doce
- Av Rio Formoso (U 22) (1954) - Aviso da Classe Rio Doce
- Av Rio Real (U 23) (1954) - Aviso da Classe Rio Doce
- Av Rio Turvo (U 24) (1954) - Aviso da Classe Rio Doce
- Av Rio Verde (U 25) (1954) - Aviso da Classe Rio Doce
- NDD Rio de Janeiro (G-31) (1990 - 2012)-  Navio de desembarque de doca Classe Ceará
- S Riachuelo (S-15) (1957 - 1966) - Submarino Classe humaytá
- S Riachuelo (S-22) (1977 - 1997) - Submarino classe Oberon

Voltar ao topo

## S
- CT Santa Catarina (CT-9) (1910 - 1944)[28]
- Vapor de Transporte São Paulo (1865)
- E São Paulo (1906)
- E São Paulo (1907)
- Encouraçado São Paulo (1910 - 1947) -  Encouraçado da Classe Minas Geraes
- RbAM São Paulo rebocador
- CT Sergipe (CT-7) (1910)
- NHi Sirius (H-21) (1957) - Navio Hidrográfico da Classe Sirius
- NTrT Soares Dutra (G-22) - Navio da Transporte de Tropas da Classe Custódio de Mello
- NAe São Paulo (A-12) - Porta-aviões da Classe Clemenceau (2017)
- CV Solimões (V-24) (1955 - 2003)
- NHi Sirius (H-21) (1958 - 2022) [29]

Voltar ao topo

## T
- Encouraçado Tamandaré (1865) - Ironclad
- Tamandaré (C-12) (1952 - 1976) Cruzador [31]
- Cruzador Protegido Tamandaré (1884) - Cruzador protegido/navio escola (depois Cruzador Tamandaré)
- Trajano (1873 - 1906) Corveta/Cruzador/Navio Escola[32]
- NHi Taurus (H-33) (1959 - 1996) - Navio Hidrográfico[33]
- Tamoio (1895) - Cruzador
- Cruzador-Torpedeiro Tymbira (1896) - Cruzador
- Cruzador-Torpedeiro Tupi (1897 - 1915) - Cruzador
- S Tamoyo (S-13) (1937 - 1957) - Submarino Classe tupy
- S Timbira (S-12) (1937 - 1957) - Submarino Classe tupy
- S Tupy (S-11) (1937 - 1959) - Submarino Classe tupy[34]
- S Toneleiro (S-21) (1972 - 2001) - Submarino classe Oberon
- S Tamoio (S-31)
- S Timbira (S-32)[35]
- S Tapajó (S-33)
- RbAM Trindade (R-26) (2007) - Rebocador

Voltar ao topo

## U
Voltar ao topo

## V
- Rb Voluntário (R-36) (1952) - Rebocador da Classe Audaz
- Vital de Oliveira (navio) (1910)
- Vasco da Gama (1792) Nau [38]
- Vila de são Francisco (1822) Lancha Armada[39]
- Vinte e Cinco de Junho (1822) Lancha Armada[40]
- Visconde de Inhaúma (1869) Navio Transporte[41]

Voltar ao topo

## W
- Werneck (1867 - 1880) - Navio transporte [43]

Voltar ao topo

## X
- Xavier de Azevedo (1938) Lancha

- Xingu (1854 - 1861) Brigue Escuna [45]

Voltar ao topo

## Y
Voltar ao topo

## Z
Voltar ao topo